# Necator
Genre
Necator est un genre de nématodes (les nématodes sont un embranchement de vers non segmentés, recouverts d'une épaisse cuticule et mènant une vie libre ou parasitaire).
Ce sont des vers ronds parasite. 

## Liste des espèces
- Necator americanus Stiles, 1902
- Necator congolensis Gedoelst, 1916
- Necator exilidens Looss, 1912
- Necator suillus Ackert and Payne, 1922